# 王應泰
王應泰（？—？），小字观音保，號開明，自称灌园居士，陕西兴安州汉阴县人。明朝政治人物。

## 生平
聪慧力学。萬曆四十六年（1618年）戊午科陕西鄉試舉人，天啓二年（1622年）壬戌科進士。工部观政，三年授知宝坻县，以才干闻，四年调密云县，能识拔寒微，六年升吏部稽勋司主事，历验封、考功、文选诸司，迁文选司员外郎，典七年丁卯科河南乡试，所取多名士。崇祯元年升稽勋司郎中，二年以魏忠贤阉党株连为民回籍。
时四方多故，流贼出没山南，应泰纠合乡勇保障一邑。崇祯十年（1637年）流贼夜袭城获，泰严守之，有一妇人导之出，贼不觉也，疑观音大士之祐云。清朝兴安总兵任珍忌泰，阴欲图之，会甘州副将张勇有事于兴安，珍以兵送至汉阴，勇知其谋，密语泰曰：任镇将不利于公，偕我至甘，可无虞也。泰以洪承畴辈皆出其门，谓珍不敢。及珍送张回县，留泰饮酒行署，而阴诛与泰有隙者，诬以聚众谋逆，据状奏闻，遂罹惨祸，波及戚属数十家，冤哉。后珍卒以妄杀遣戍。

## 家族
祖父王廷章，壽官。父王位，邑明经。